# Leones Vegetarianos FC
Leones Vegetarianos Fútbol Club w skrócie Leones Vegetarianos FC – klub piłkarski z Gwinei Równikowej, grający w Primera División, mający siedzibę  w mieście Malabo.

## Sukcesy
- Primera División[1]:

mistrzostwo (2): 2017, 2018.
- Puchar Gwinei Równikowej[2]:

zwycięstwo (1): 2014.
- Superpuchar Gwinei Równikowej[2]:

zwycięstwo (1): 2015.

## Występy w afrykańskich pucharach
| Sezon     | Rozgrywki           | Runda   | Kraj              | Klub                 | Dom | Wyjazd | Dwumecz      |
| --------- | ------------------- | ------- | ----------------- | -------------------- | --- | ------ | ------------ |
| 2015      | Puchar Konfederacji | wstępna | Nigeria           | Dolphins FC          | 1–0 | 0–1    | 1–1 (k. 3–5) |
| 2018      | Liga Mistrzów       | wstępna | Kenia             | Gor Mahia            | 1–1 | 0–2    | 1–3          |
| 2018/2019 | Liga Mistrzów       | wstępna | Południowa Afryka | Mamelodi Sundowns FC | 0–2 | 1–5    | 1–7          |

## Stadion
Domowe mecze klub rozgrywa na stadionie o nazwie Nuevo Estadio de Malabo w Malabo. Stadion może pomieścić 15250 widzów.

## Reprezentanci kraju grający w klubie
Stan na czerwiec 2023.
| - Cosme Anvene - Marcelo Asumu - Éric Batinga - Jimmy Bermúdez - José Ángel Efa - Narcisse Ekanga - Lato Aka Ekanza - Hechos Ela - Viera Ellong - Emeterio Elo - Julio Etoho - Daniel Vázquez Evuy - Esteban - Landry - Manuel Máquina - Miguel Ángel Mayé | - Diosdado Mbele - Abdoulaye Ndiegne Ndoye - Lolín Nkogo - Roben Obama Nsue - Joaquín Obama - Jônatas Obina - Francisco Ondo - Achille Pensy - Danny Quendambú - Manuel Sapunga - Brice Gozo - Francky Essombo - Yannick Chembou - Gervais Kago - Jésus Konnsimbal - Yacob Youmbi |